# Aiton (Romania)
Aiton (in ungherese Ajton, in tedesco Eiten) è un comune della Romania di 1 214 abitanti (dati 2009), ubicato nel distretto di Cluj, nella regione storica della Transilvania. È situato 30 km sud-est da Cluj-Napoca e 16 km nord-est da Turda.
Il comune è formato dall'unione di 2 villaggi: Aiton e Rediu.
Dal 2008 è parte integrante della Zona metropolitana di Cluj-Napoca.

## Storia
In epoca Romana, Aiton era situato sulla strada di comunicazione che univa Potaissa (Turda) a Napoca; di questa opera stradale sono tuttora visibili alcuni resti, in particolare nel cortile dell'edificio scolastico. Nel XVIII secolo venne inoltre scoperta una pietra miliare, una copia della quale è anche esposta a Turda.
I primi documenti che citano Aiton risalgono al 1320 (con il nome Villa Ohthunth) ed al 1329 (con il nome Athon).

## Luoghi d'interesse
- Il castello medievale
- Il tempio calvinista, costruito nel 1598
- La chiesa lignea di rito ortodosso, costruita nel 1711

## Società

### Evoluzione demografica
La popolazione nel 2002 era di 1.338 abitanti, dei quali 1.154 Romeni e 181 Ungheresi.

### Struttura Etnica
Evoluzione dal punto di vista etnico nel corso degli anni: